# Paradelphomyia pleuralis
Paradelphomyia pleuralis är en tvåvingeart som först beskrevs av William George Dietz 1921.  Paradelphomyia pleuralis ingår i släktet Paradelphomyia och familjen småharkrankar. Inga underarter finns listade i Catalogue of Life.